# John Hansen (canottiere)
John Ørsted Hansen (Copenaghen, 8 ottobre 1938 – 29 agosto 2022) è stato un canottiere danese.

## Palmarès

### Olimpiadi
- 1 medaglia:
  - 1 oro (Tokyo 1964 nel quattro senza)

### Europei
- 1 medaglia:
  - 1 argento (Amsterdam 1964 nel quattro senza)